# Charles-Pierre Boullanger
Pour les articles homonymes, voir Boullanger.
Charles-Pierre Boullanger, né le 30 janvier 1772 à Paris et mort dans la même ville le 29 décembre 1813 , est un ingénieur géographe français à bord du Géographe au départ de l'expédition Baudin.

## Éléments biographiques
Charles-Pierre Boullanger, né à Paris le 30 janvier 1772,, est le petit-neveu de Nicolas Antoine Boulanger. Il se présente en 1794 au jury de sélection de la première promotion de l'École polytechnique,,, et est reçu dans la promotion du 28 ventôse an III (18 mars 1795),. Il y entre le 2 germinal an III (22 mars 1795), et cesse d'en faire partie le 1er nivôse an VI (21 décembre 1797) « y ayant passé le temps prescrit par la loi ». Il s'est présenté en effet avec succès au difficile concours d’entrée à l'École des géographes récemment créée en 1797 que fait passer le mathématicien Laplace.
Les ingénieurs des camps et armées du roi, ou ingénieurs-géographes militaires du Dépôt de la Guerre apparaissent en France à la fin du XVIIe siècle. Les besoins accrus sous la Révolution avec la départementalisation et la création du cadastre font abandonner l'apprentissage sur le tas au profit d'une formation plus conforme à l'évolution du métier. Malgré la suppression du corps des ingénieurs-géographes militaires en 1791, sous la pression du Génie militaire, la Convention les rétablit provisoirement. Lors de la création de l'École centrale des Travaux publics (future École polytechnique), Galon, nommé en avril 1793 directeur du Dépôt général de la guerre de terre et de mer et de la géographie, défend vivement l'autonomie de la formation des ingénieurs-géographes.
Le recrutement parmi les polytechniciens, qui est imposé par la loi du 30 vendémiaire an IV (22 octobre 1795) dans les autres services publics, est ouvertement réclamé sous le Consulat, afin d'élever le niveau théorique des ingénieurs-géographes militaires. Après un projet de cours révolutionnaire, le bureau du cadastre de Prony – service civil employant également des ingénieurs-géographes - s'y rallie. L'École des géographes, créée par la loi du 30 vendémiaire an IV (22 octobre 1795) et l'arrêté du 10 thermidor an IV (28 juillet 1796), ouvre ses portes au printemps 1797, dans le bureau du cadastre ; associée à l’École nationale aérostatique, elle est dirigée par Prony,.
Boullanger intègre cette nouvelle école le 5 messidor an VI (23 juin 1798), en sort après une scolarité de deux ans le 27 thermidor an VIII (15 août 1800), et, deux mois plus tard, le 27 vendémiaire an IX (19 octobre), il part du Havre à bord du Géographe que commande Baudin pour un voyage de découvertes aux terres australes. Lui et son collègue Faure embarqué sur le Naturaliste sont les deux ingénieurs hydrographes de l'expédition. Prony, nommé le 29 brumaire an IV (20 novembre 1795) dès l'origine membre de l'Institut national et à l'époque secrétaire de l'Académie des sciences, n'est sans doute pas étranger à la présence de ses deux anciens élèves de l'école des géographes.
L'expédition est en effet soigneusement préparée et l’Institut, récemment créé en 1795 pour remplacer les anciennes académies supprimées par la Convention, joue un rôle déterminant en créant à cet effet une commission comprenant la fine fleur des savants de l’époque : Lacépède, Jussieu, Laplace, Cuvier, Bougainville, Fleurieu, Bernardin de Saint-Pierre, et quelques autres moins célèbres. C’est la première fois, dans l’histoire des voyages de découvertes, qu’est mis à contribution un tel nombre de sommités scientifiques, chargées de préparer les instructions qui seraient données au chef de l’expédition.
Boullanger conduit le petit groupe envoyé le 19 février 1802 par Baudin sur l'île Maria (Tasmanie). Lorsque Baudin décide à Port Jackson de renvoyer en France le Naturaliste et de le remplacer par le Casuarina, Faure rejoint Boullanger sur le Géographe le 3 novembre 1802, ce qui permet à ce dernier de passer ensuite à deux reprises sur la goélette le Casuarina, d'abord du 7 au 27 décembre 1802, puis du 10 janvier au 18 février 1803, afin de cartographier avec L. de Freycinet. C’est lui que l’on peut considérer comme le principal auteur de la carte de la Tasmanie (côte orientale de l’Australie),,,, ; on trouve aussi sa signature sur bien d'autres cartes :  Terre Napoléon,,,,,,, Terre de Witt,,, et ville de Sydney.
Dans leur pratique géographique, Boullanger et Faure intégrèrent les méthodes tout récemment mises au point par l’ingénieur-géographe Beautemps-Beaupré, mais en utilisant parallèlement les méthodes de relèvement plus traditionnelles, à la boussole  notamment, multipliant  par là-même les mesures. À la manière de Beautemps-Beaupré, ils relèvent avec le cercle à réflexion la position et la route de l’expédition ainsi que  les points remarquables des côtes. Ils font leurs mesures conjointement avec l’astronome de l’expédition, Bernier, et certains officiers, particulièrement les frères Louis et Henri de Freycinet.
Dès le retour du voyage de découvertes aux terres australes, Boullanger, qui souffre déjà d'une fort mauvaise vue, est le premier polytechnicien à intégrer en juin 1804 le dépôt des cartes et plans de la Marine,. En 1811 on le trouve sous les ordres de Beautemps-Beaupré pour l'établissement des cartes des bouches de l'Escaut et de la Meuse. Ingénieur hydrographe de 2e classe, il meurt en activité le 29 décembre 1813,, sa santé étant mauvaise depuis le retour de l'expédition Baudin.

## Cartographie
Sur les cartes de l'Australie, Boullanger a laissé son nom :
- à la baie Boullanger (en)[44],[45], dans le détroit de Bass[a 2] entre le Victoria et la Tasmanie dans le sud-est de l'Australie, qui fait face aux îles Hunter[44],[a 3] ;
- au cap Boullanger[46],[24],[a 4], à l'extrémité nord de l'île Maria[47],[44],[a 5], une île montagneuse située dans la mer de Tasman au large de la côte est de la Tasmanie ;
- au cap Boullanger[48], le point le plus septentrional de l'île Dorre[a 6],[49] situé face au cap Couture de la pointe sud de l'île Bernier[a 7], deux îles qui ferment la baie Shark[a 8], sur la côte ouest de l'Australie-Occidentale ;
- au cap Boullanger à la pointe la plus méridionale de l'île Rottnest[50],[35],[a 9] au large de l'Australie-Occidentale ;
- à l'île Boullanger (en) [a 10],[51] au large des côtes de l'Australie-Occidentale, où vit une espèce de souris marsupiale endémique, Sminthopsis boullangerensis.